# نغوين فيون تام
نغوين فيون تام (16 أكتوبر 1895 - 23 نوفمبر 1990)،   هو سياسي فيتنامي، شغل منصب رئيس وزراء دولة فيتنام، وهو كيان سياسي أنشأه الفرنسيون في محاولة لاستعادة السيطرة على البلاد. كان في ذلك المنصب من يونيو 1952 إلى ديسمبر 1953.